# Староалпаровское сельское поселение
Староалпаровское се́льское поселе́ние — муниципальное образование в Алькеевском районе Татарстана Российской Федерации.
Административный центр — село Старое Алпарово.

## География
Расположено на востоке района. Граничит со Старокамкинским, Новоургагарским, Старочелнинским сельскими поселениями, Алексеевским и Нурлатским районами.
Крупнейшие реки — Малый Черемшан (имеет статус памятника природы регионального значения в республике) и его приток Маляша.
По территории проходят автодороги 16К-0248 "Базарные Матаки – Мамыково" (часть маршрута Баз. Матаки – Нурлат), Билярск – Чувашский Брод.

## История
Статус и границы сельского поселения установлены Законом Республики Татарстан от 31 января 2005 года № 10-ЗРТ «Об установлении границ территорий и статусе муниципального образования "Алькеевский муниципальный район" и муниципальных образований в его составе».

## Население
| 2010 | 2011 | 2012 | 2013 | 2014 | 2015 | 2016 |
| ---- | ---- | ---- | ---- | ---- | ---- | ---- |
| 624  | ↘622 | ↗631 | ↘620 | ↘580 | ↗588 | ↘574 |
| 2017 | 2018 |      |      |      |      |      |
| ↘559 | ↘549 |      |      |      |      |      |

## Состав сельского поселения
| № | Населённый пункт  | Тип населённого пункта       | Население |
| - | ----------------- | ---------------------------- | --------- |
| 1 | Новое Алпарово    | деревня                      | 164       |
| 2 | Старое Алпарово   | село, административный центр | 345       |
| 3 | Татарское Муллино | деревня                      | 115       |